# Georg Ossian Sars

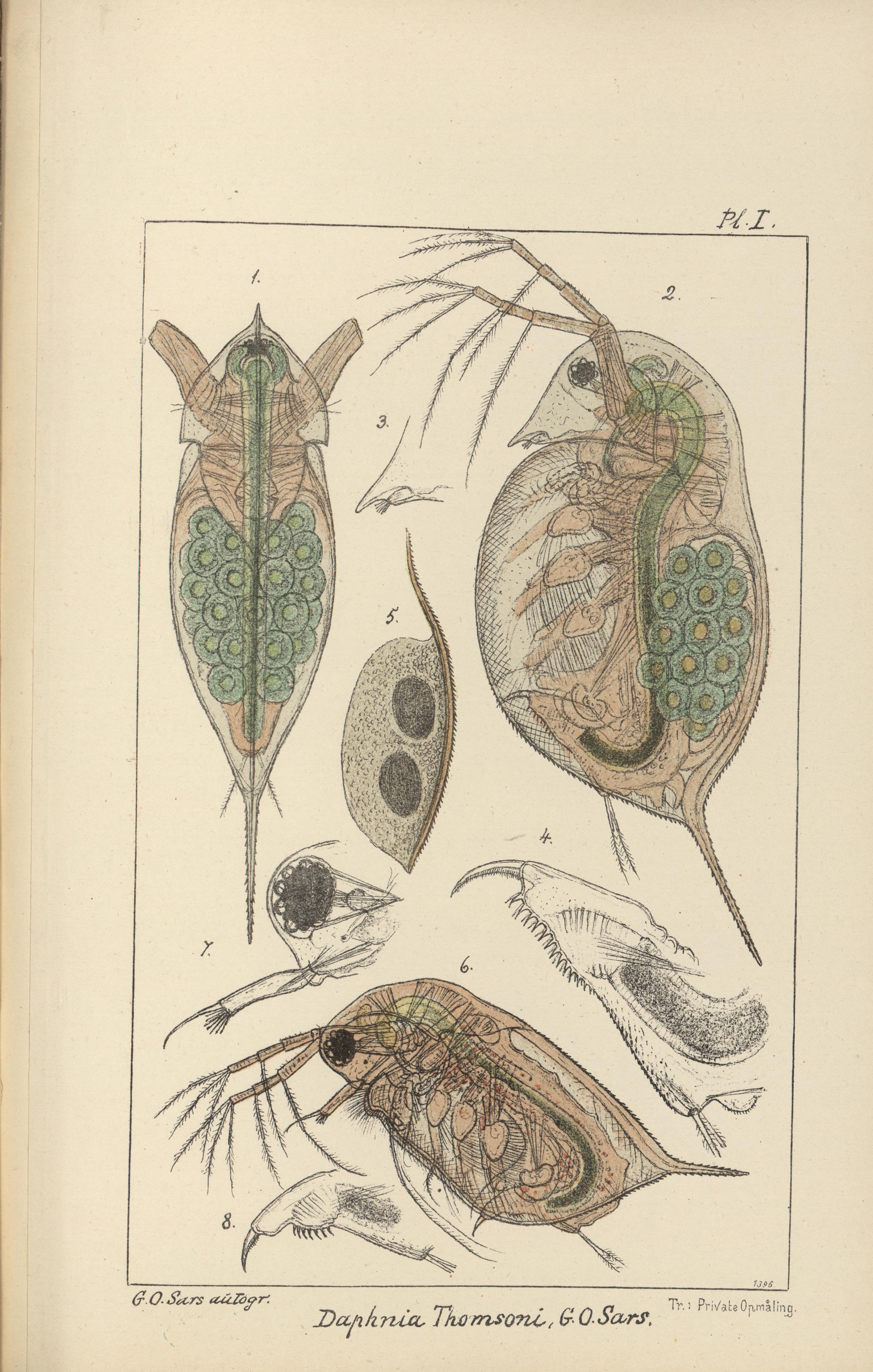
Dibujo de Sars, en su libro Contributions to the knowledge of the fresh-water Entomostraca of New Zealand, 1894.

Prof Georg Ossian Sars HFRSE (20 de abril de 1837 – 9 de abril de 1927) fue un biólogo marino y de agua dulce noruego.

## Biografía
Georg Ossian Sars, de 1837, era aborigen de Kinn, Noruega (hoy parte de  Flora), hijo del Pastor Michael Sars y de Maren Sars; el historiador Ernst Sars fue su hermano mayor, y la cantante Eva Nansen su hermana más joven. Creció en Manger, Hordaland, donde su padre era el párroco local. Estudió de 1852 a 1854, en Bergen Cathedral School, y desde 1854 en la Christiania Cathedral School; y, desde 1857 se unió a la universidad en Christiana (hoy la Universidad de Oslo). Complació su interés en historia natural mientras estudiaba medicina; habiendo recolectado cladóceros en lagos locales; y, con Wilhelm Lilljeborg, descubrió nuevas especies, y eso dio lugar a su primera publicación científica. Georg Ossian Sars tenía buena memoria y excelentes habilidades de dibujo, e ilustró algunas de las obras zoológicas de su padre.
Sars fue un investigador pionero y fundador de estudios sobre ictioplancton. En 1864, fue encomendado por el gobierno noruego para investigar pesquerías alrededor de la costa noruega. Uno de sus primeros descubrimientos fue que los huevos del Gadus morhua bacalao noruego eran pelágicos, esto es, habitan columnas de agua abiertas. Continuó recibiendo el patrocinio del gobierno a lo largo de su carrera.
El enfoque principal de investigación de Sars fue sobre crustáceos y su sistemática. Describió muchas nuevas especies, en su carrera, incluyendo en su magnum opus, An Account of the Crustacea of Norway.
Georg Ossian Sars no se casó, falleciendo el 9 de abril de 1927 en Oslo.

## Obra

### Algunas publicaciones
- Historie naturelle des Crustacés d’eau douce de Norvège, Chr. Johnsen, Christiania 1867.

- An Account of the Crustacea of Norway. 1897, publicado en partes, 1890-1928. Los v. 2-9 de la imprenta Bergen, Museo de Bergen, 1899-1928; 9 placas.

- Sars G. O. (1878). Bidrag til kundskaben om norges arktiske fauna. I. Mollusca regonis arcticae Norwegiae. Oversigt over de i norges arktiske region forekommende bløddyr. Christiania, Brøgger. [Universidad de Oslo].

- An account of the Crustacea of Norway, with short descriptions and figures of all the species, Cammermeyers Forlag, doi 10.5962/bhl.title.1164,

v. 1: Amphipoda, 1895; v. 2: Isopoda, 1899; v. 3: Cumaceae, 1899; v. 4: Copepoda. Calanoida, 1901; v. 5: Copepoda. Harpacticoida, 1911; v. 6: Copepoda. Cyclopoida, 1913; v. 7: Copepoda. Supplement, 1919; v. 8: Copepoda. Monstrilloida & Notodelphyoida, 1921; v. 9: Ostracoda, 1922–1928.
- Fauna Norvegiae, Band 1: Phyllocarida and Phyllopoda, Christiania 1896.

- An account of the Crustacea of Norway, with Short Descriptions and Figures of all the Species, 9 Bände, veröffentlicht vom Bergen Museum, Bergen, im Verkauf beim Cammermayer-Verlag, Christiania & Kopenhagen 1895–1928.

- Copépodes particulièrement bathypélagiques provenant des campagnes scientifiques du Prince Albert Ier de Monaco. In: Résult. Camp. scient. Prince Albert I 69, 1925, S. 1–408.

## Honores

### Membresías
En 1892, por sus logros, Sars fue nombrado Caballero de la Orden de San Olaf, y elevado a Comandante Caballero en 1911.
En 1910, galardonado con la Medalla linneana.

### Eponimia
Es recordado en los nombres científicos de una serie de invertebrados marinos, así como en la revista Sarsia, del Centro Internacional Sars de Biología Molecular Marina; y, en el buque oceanográfico insignia noruego RV G.O.Sars.

## Abreviatura (zoología)
La abreviatura G. O. Sars  se emplea para indicar a Georg Ossian Sars como autoridad en la descripción y taxonomía en zoología.